# Squatina mexicana
Cá mập thiên thần Mexico, tên khoa học Squatina mexicana, là một loài cá mập thuộc chi Squatina. Loài này được Castro-Aguirre, Espinoza-Pérez & Huidobro-Campos miêu tả khoa học đầu tiên năm 2007.